# Reina Claudia Washington
Reina Claudia Washington sinonimia: Washington, es una variedad cultivar de ciruelo (Prunus domestica), de las denominadas ciruelas europeas,
una variedad de ciruela obtenida de plántula de semilla de la variedad 'Reina Claudia Verde', en el vivero "Prince's Nursery", de Flushing, (Nueva York) alrededor de 1790. Las frutas tienen un tamaño grande a muy grande, color de piel verde claro o amarillo ámbar, y pulpa de color amarillo calabaza claro, de textura medio firme, medianamente jugosa, y sabor dulce, bueno, aunque algo soso.

## Sinonimia
- "Washington plum",
- "Washington Gage",
- "Green Gage Washington",[3]
- "Franz Joseph" (Austria),
- "Fulla d'Avellaner",[4]
- "Oberdan" (Italia).

## Historia
El área de origen de los ciruelos "Reina Claudia" sería Oriente Medio, y se obtuvo en Francia tras el descubrimiento de un ciruelo importado de Asia que producía ciruelas de color verde. Este ciruelo fue traído a la corte de Francisco I por el embajador del reino de Francia ante la "Sublime Puerta", en nombre de Solimán el Magnífico.

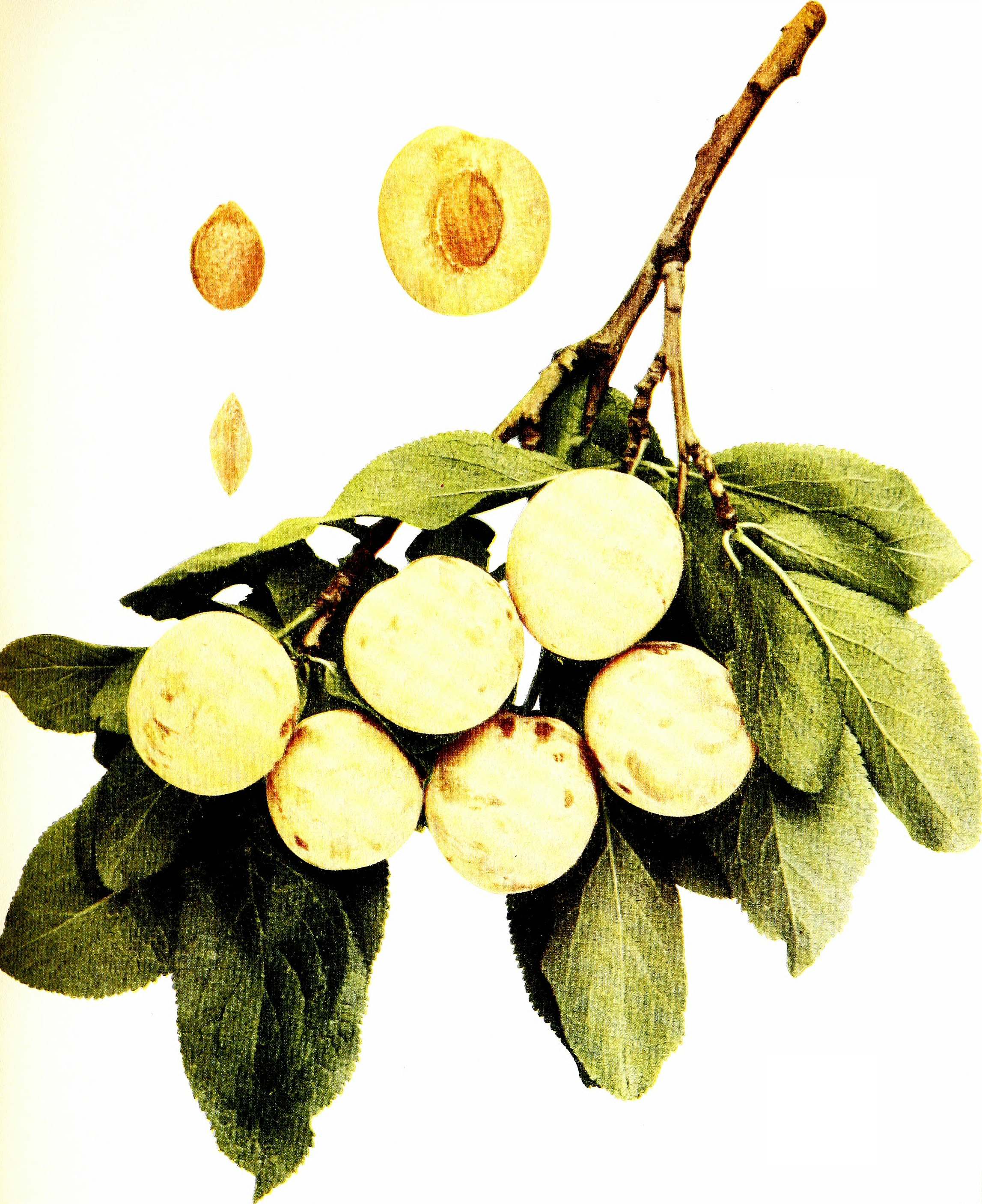
La ciruela 'Whashington' en "The plums of New York" (1911)

El nombre de Reina Claudia es en honor de Claudia de Francia (1499–1524), duquesa de Bretaña, futura reina consorte de Francisco I de Francia (1494–1547). En Francia le decían la bonne reine.
La variedad 'Reina Claudia Washington' fue obtenida en el vivero "Prince's Nursery", de Flushing, (Nueva York) alrededor de 1790, de la siembra de huesos de la variedad 'Reina Claudia Verde', las plántulas obtenidas cuando desalloraron árboles produjeron frutos de todos los colores, así las ciruelas 'Washington Gage', 'White Gage', 'Red Gage' y 'Prince's Gage', ahora tan conocidas, forman parte de la progenie de aquellas ciruelas. La "American Pomological Society" agregó el 'Washington Gage' a su lista de catálogo de frutas en 1852.
Ha sido descrita por : 1. Prince Treat. Hort. 24. 1828. 2. Pom. Mag. 1:16, Pl. 1828. 3. Lond. Hort. Soc. Cat. 154. 1831. 4. Prince Pom. Man. 2:53. 1832. 5. Floy-Lindley Guide Orch. Gard. 298, 383, 418. 1846. 6. Cole Am. Fr. Book 210. 1849. 7. Thomas Am. Fruit Cult. 326 fig., 327. 1849. 8. Hovey Fr. Am. 1:87, Col. Pl. 1851. 9. Am. Pom. Soc. Cat. 54. 1852. 10. Elliott Fr. Book 415. 1854. 11. Ann. Pom. Belge 4:23, Pl. 1856. 12. Thompson Gard. Ass't 520. 1859. 13. Downing Fr. Trees Am. 951. 1869. 14. Pom. France 7:No. 24. 1871. 15. Mas Le Verger 6:59. 1866-73. 16. Hogg Fruit Man. 729. 1884. 17. Mathieu Nom. Pom. 453. 1889. 18. Mich. Sta. Bul. 103: 32, 33, fig. 1894. 19. Cornell Sta. Bul. 131:193. 1897. 20. Va. Sta. Bul. 134:44. 1902. 21. Can. Exp. Farm Bul. 43:36. 1903.
'Reina Claudia Washington' está cultivada en el banco de germoplasma de cultivos vivos de la Estación experimental Aula Dei de Zaragoza. Está considerada incluida como una variedad local muy antiguas, cuyo cultivo se centraba en comarcas muy definidas, que se caracterizan por su buena adaptación a sus ecosistemas, y podrían tener interés genético en virtud de su características organolepticas y resistencia a enfermedades, con vista a mejorar a otras variedades.

## Características
'Reina Claudia Washington' árbol grande, vigoroso, redondo y de copa abierta, resistente, muy productivo. Las flores deben aclararse para que los frutos alcancen un calibre más grueso. Tiene un tiempo de floración que comienza a partir del 16 de abril con el 10% de floración, para el 20 de abril tiene una floración completa (80%), y para el 29 de abril tiene un 90% de caída de pétalos.
'Reina Claudia Washington' tiene una talla de tamaño grande a muy grande, de forma redondeada o elíptico redondeada, generalmente con un lado ligeramente más desarrollado, a veces con la zona ventral casi dividida por la línea de sutura, con la sutura bien visible, línea amarillenta o verdosa, indefinida, como transparente, situada en depresión variable, a veces casi superficial excepto en zona peduncular que está hendida;epidermis tiene una piel con pruina blanquecina abundante, sobre todo en zona ventral, distribuida irregularmente, no se aprecia pubescencia, presentando color verde claro o amarillo ámbar, con estrías de tono verdoso más oscuro partiendo de la cavidad peduncular, sin chapa o con ligero sonrosado amoratado, a veces, con salpicaduras rojo carmín, y punteado muy abundante, sobre todo en zona pistilar, muy menudo, blanquecino con aureola verdosa o sin aureola; Pedúnculo corto, grueso o semi grueso, muy pubescente, ubicado en una cavidad del pedúnculo con anchura y profundidad medias, rebajada en la sutura de forma variable;pulpa de color amarillo calabaza claro, de textura medio firme, medianamente jugosa, y sabor dulce, bueno, aunque algo soso.
Hueso libre o semi libre, de tamaño medio, redondeado, semi globoso, con la zona ventral ancha con cresta y aristas laterales muy salientes, con surco dorsal muy marcado, los laterales inexistentes, y las caras laterales rugosas.
Su tiempo de recogida de cosecha se inicia en su maduración en la primera decena de agosto.

## Usos
La ciruela 'Reina Claudia Washington' se comen crudas de fruta fresca en mesa, y en macedonias de frutas.